# Sunny (Manga)
Sunny (jap.) ist eine Mangaserie von Taiyō Matsumoto, die von 2010 bis 2015 in Japan erschien. Das Werk ist in die Genres Seinen und Drama einzuordnen und wurde in mehrere Sprachen übersetzt. Die Kurzgeschichten der Serie erzählen aus dem Alltag einer Gruppe Heimkinder.

## Inhalt
Das „Star Kids“ ist ein Heim für Waisen und Kinder, um die sich ihre Eltern nicht mehr kümmern wollen oder können, in einer kleinen japanischen Provinzstadt. Acht Kinder leben hier: Die jugendlichen Geschwister Kenji und Asako, die höfliche Waise Megumu, die weinerliche Kiko, der rebellische Haruo, der künstlerische Junsuke und sein kleiner Bruder Shōsuke sowie der Neuling Sei. Dem wird schnell das ganze Heim gezeigt und am Schluss der Datsun Sunny, der im Vorgarten steht und Rückzugsort für die Kinder ist, an dem sie ihrer Fantasie freien Lauf lassen können. Um die Kinder kümmern sich Herr Adachi und Frau Mitsuko. Die Geschichten erzählen von alltäglichen Erlebnissen der Kindheit, Jugend und aus dem Leben im Heim, in dem der Sunny als Zufluchtsort immer wieder eine wichtige Rolle spielt.

## Entstehung und Veröffentlichung
Die Geschichten in Sunny basieren meist auf Matsumotos eigenen Erfahrungen, da er selbst in einem Kinderheim aufgewachsen ist. Sie sind jedoch nicht direkt autobiografisch, sondern zum Teil fiktiv. Auf diese Weise, so Matsumoto, ließen sich die Geschichten leichter erzählen. Derartige Geschichten, die auf seiner eigenen Kindheit beruhen, wollte er bereits seit Beginn seiner Karriere zeichnen. Doch gelang das lange nicht zu seiner Zufriedenheit und wäre auch ein ungewöhnlicher Einstieg als Mangaka gewesen, an den oft die Erwartung gestellt werde, Fiktives zu erzählen.
Der Manga erschien zunächst ab Dezember 2010 im Magazin Ikki bei Shogakukan. Bei dessen Einstellung im September 2014 wechselte die Serie in das Magazin Gekkan Big Comic Spirits, wo sie im Juli 2015 abgeschlossen wurde. Die Kapitel wurden auch gesammelt in sechs Bänden herausgebracht. Eine deutsche Fassung der Serie erschien von Oktober 2020 bis Juni 2022 bei Carlsen Manga. Eine englische Fassung wurde von Viz Media veröffentlicht, eine französische von Kana, eine spanische von ECC Ediciones, eine italienische von J-Pop und eine chinesische von Sharp Point Press.

## Auszeichnungen
Der Manga gewann 2014 den Cartoonist Studio Prize für die beste Graphic Novel. Im gleichen Jahr folgte eine Nominierung der amerikanischen Ausgabe für den Harvey Award. 2016 gewann der Manga den Shōgakukan-Manga-Preis in der Kategorie „Manga Allgemein“. Im selben Jahr wurde Sunny auch für den Preis von Angoulême nominiert, konnte ihn aber im nächsten Jahr nicht gewinnen.